# Soviet Military Thought
Soviet Military Thought (Sowjetisches militärisches Denken) ist eine von der US Air Force, Washington, D.C., bzw. dem DGIS Multilingual Section Translation Bureau des Secretary of State Department in Ottawa, Kanada, aus dem Russischen übersetzte militärische Buchreihe zum militärischen Denken in der Sowjetunion. Soviet Military Thought hat über 20 Bände. Band 22 beispielsweise wurde veröffentlicht mit der Genehmigung der All-Union Copyright Agency of the U. S. S. R. Die folgende Übersicht zu den Bänden erhebt keinen Anspruch auf Aktualität oder Vollständigkeit.

## Bände
- 1. The Offensive
- 2. Marxism—Leninism on War and Army
- 3. Scientific—Technical Progress and the Revolution in Military Affairs
- 4. The Basic Principles of Operational Art and Tactics
- 5. The Philosophical Heritage of V. I. Lenin and Problems of Contemporary War
- 6. Concept, Algorithm, Decision
- 7. Military Pedagogy
- 8. Military Psychology
- 9. Dictionary of Basic Military Terms: A Soviet View. Translation of the 1965 Moscow edition[4]
- 10. Civil Defense
- 11. Selected Soviet Military Writings: 1970—1975
- 12. The Armed Forces of the Soviet State
- 13. The Officer’s Handbook
- 14. The People, the Army, the Commander
- 15. Long-Range Missile-Equipped
- 16. Forecasting in Military Affairs
- 17. The Command and Staff of the Soviet Army Air Force in the Great Patriotic War 1941-1945 Digitalisat
- 18. Fundamentals of Tactical Command and Control
- 19. The Soviet Armed Forces: A History of Their Organizational Development
- 20. The Initial Period of War
- 21. Tactics
- 22. Camouflage
- 23. Tactical Reconnaissance